# Арма (округ)
Округ Арма (енгл. County Armagh, ир. Contae Ard Mhacha) је један од 32 историјска округа на острву Ирској, смештен у његовом североисточном делу, у покрајини Алстер. Округ је данас део подручја Северне Ирске. Седиште округа је истоимени град Арма, док је највећи град Њури.
Данас појам округа Арма има више историјско значење, а нема управни значај (као и других 5 округа у оквиру Северне Ирске), пошто је 1972. Северна Ирска добила нову територијалну поделу на Савете.

## Положај и границе округа
Округ Арма се налази у североисточном делу ирског острва и јужном делу Северне Ирске и граничи се са:
- север: округ Тирон,
- североисток: округ Антрим,
- исток: округ Даун,
- југоисток: Ирско море,
- југ: округ Лауд (Република Ирска),
- запад: округ Монахан (Република Ирска).

## Природни услови
Арма је по пространству један од мањих ирских округа - заузима 28. место међу 32 округа.
Рељеф: Већи део округа Арма је брежуљкасто подручје, 50-200 метара надморске висине. Местимично се издижу ниска брда. Због повољног рељефа у округу се гаји воће, па је округ Арма познат и као „округ воћњака“. На крајњем југу округа издиже се једина планина у овом делу државе, планина Слив Галион.
Клима Клима у округу Арма је умерено континентална са изразитим утицајем Атлантика и Голфске струје. Стога град одликује блага и веома променљива клима.
Воде: Најважнија река у округу Арма је Блеквотер на северозападу округа, док је источни округ познат по тзв. Њурском каналу. На крајњем северу округа је језеро Неј, највеће на ирском острву.

## Становништво
По подацима са Пописа 2011. године на подручју округа Арма живело је близу 160 хиљада становника. Ово је за 50% мање него на Попису 1841. године, пре Ирске глади и великог исељавања Ираца у Америку. Међутим, последње три деценије број становника округа расте по стопи већој од 0,5% годишње.
Етнички и верски састав - Становништво округа је подељено између већинских Ираца римокатоличке вероисповести (око 60%) и британских досељеника протестантске вероисповести (око 40%). Први преовлађују у средишњим и јужним деловима, док су други у већини у северним деловима округа.
Густина насељености - Округ Арма има густину насељености од око 125 ст./км², што је приближно просеку Северне Ирске (преко 120 ст./км²). Цео округ има равномерну насељеност.
Језик: У целом округу се званично се користи енглески.